# Coimbra

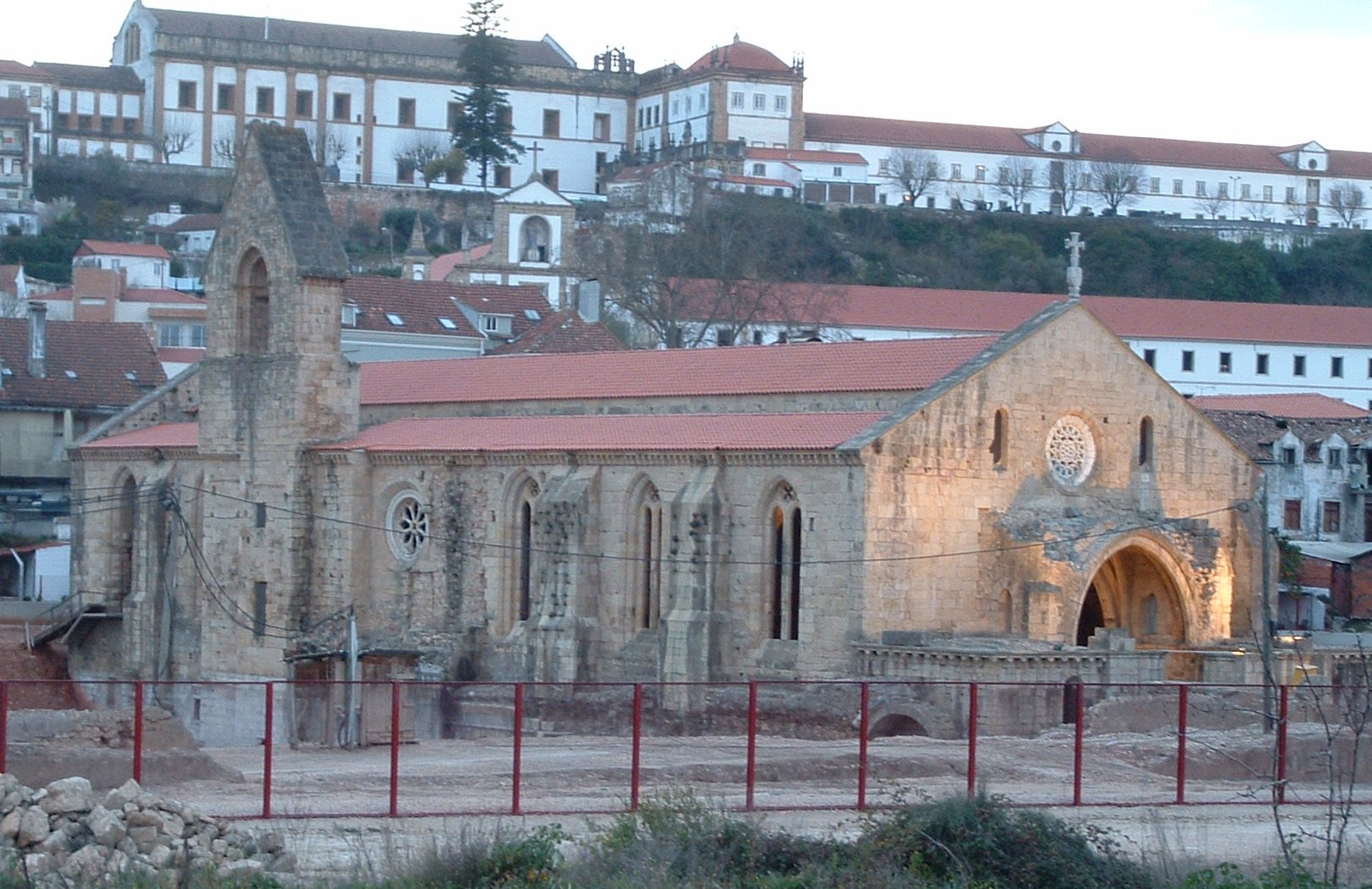
A Szent Klára kolostor

Coimbra város Portugália középső részén, Lisszabontól 200 km-re északra, a Mondego folyó két partján. Coimbra megye és Centro régió (a középkorban: Coimbra grófság) székhelye; püspöki székhely, 2011-es adat szerint az urbanizációnak közel száznegyvennégyezer lakosa van.

## Éghajlat
| Hónap                                                                             | Jan. | Feb. | Már. | Ápr. | Máj. | Jún. | Júl. | Aug. | Szep. | Okt. | Nov. | Dec. | Év   |
| --------------------------------------------------------------------------------- | ---- | ---- | ---- | ---- | ---- | ---- | ---- | ---- | ----- | ---- | ---- | ---- | ---- |
| Rekord max. hőmérséklet (°C)                                                      | 23,5 | 25,5 | 30,2 | 33,0 | 37,5 | 41,6 | 40,2 | 40,5 | 40,0  | 34,6 | 27,6 | 25,2 | 41,6 |
| Átlagos max. hőmérséklet (°C)                                                     | 14,8 | 16,2 | 18,9 | 19,9 | 22,4 | 26,2 | 28,4 | 28,7 | 27,3  | 22,7 | 18,0 | 15,4 | 21,6 |
| Átlagos min. hőmérséklet (°C)                                                     | 5,0  | 5,8  | 7,6  | 9,1  | 11,4 | 14,3 | 15,6 | 15,1 | 14,1  | 11,8 | 8,6  | 6,5  | 10,4 |
| Rekord min. hőmérséklet (°C)                                                      | −4,9 | −4,0 | −3,3 | −1,5 | 2,0  | 4,1  | 6,8  | 6,0  | 2,0   | −2,6 | −3,1 | −2,8 | −4,9 |
| Átl. csapadékmennyiség (mm)                                                       | 112  | 106  | 66   | 85   | 80   | 40   | 13   | 14   | 52    | 103  | 109  | 127  | 905  |
| Havi napsütéses órák száma                                                        | 138  | 137  | 191  | 203  | 249  | 261  | 302  | 300  | 228   | 185  | 147  | 139  | 2480 |
| Forrás: Instituto de Meteorologia (1981–2010 climatology) , NOAA (sun, 1961–1990) |      |      |      |      |      |      |      |      |       |      |      |      |      |

## Története
Nevét Conimbriga római településről kapta, amely a mai várostól 15 km-re feküdt, és amelynek lakói – miután Conimbrigát 468-ban a svébek feldúlták – ide költöztek át, majd saját városuk nevére keresztelték át a korábban Aeminium néven ismert római várost.
A mórok (körülbelül) 711-ben foglalták el, és a keresztény Észak és az iszlám Dél kereskedelmének egyik fontos központjává fejlesztették. A keresztények 878-ban átmenetileg visszafoglalták, és a város környékét grófsággá szervezték. 981-ben az Omajjádok újra elfoglalták, a mórok ezután 1064-ig meg tudták tartani. Ezután a győztes Nagy Ferdinánd, Kasztília és León királya másodszor is megszervezte a grófságot, és annak székhelyévé ismét Coimbrát tette.
Hódító Alfonz, Portugália első királya elfoglalta, és 1145-ben ide helyezte székhelyét. 1260-ban a főváros Lisszabonba költözött. 1537-ben Coimbrába telepítették át a lisszaboni egyetemet.

## Nevezetességek

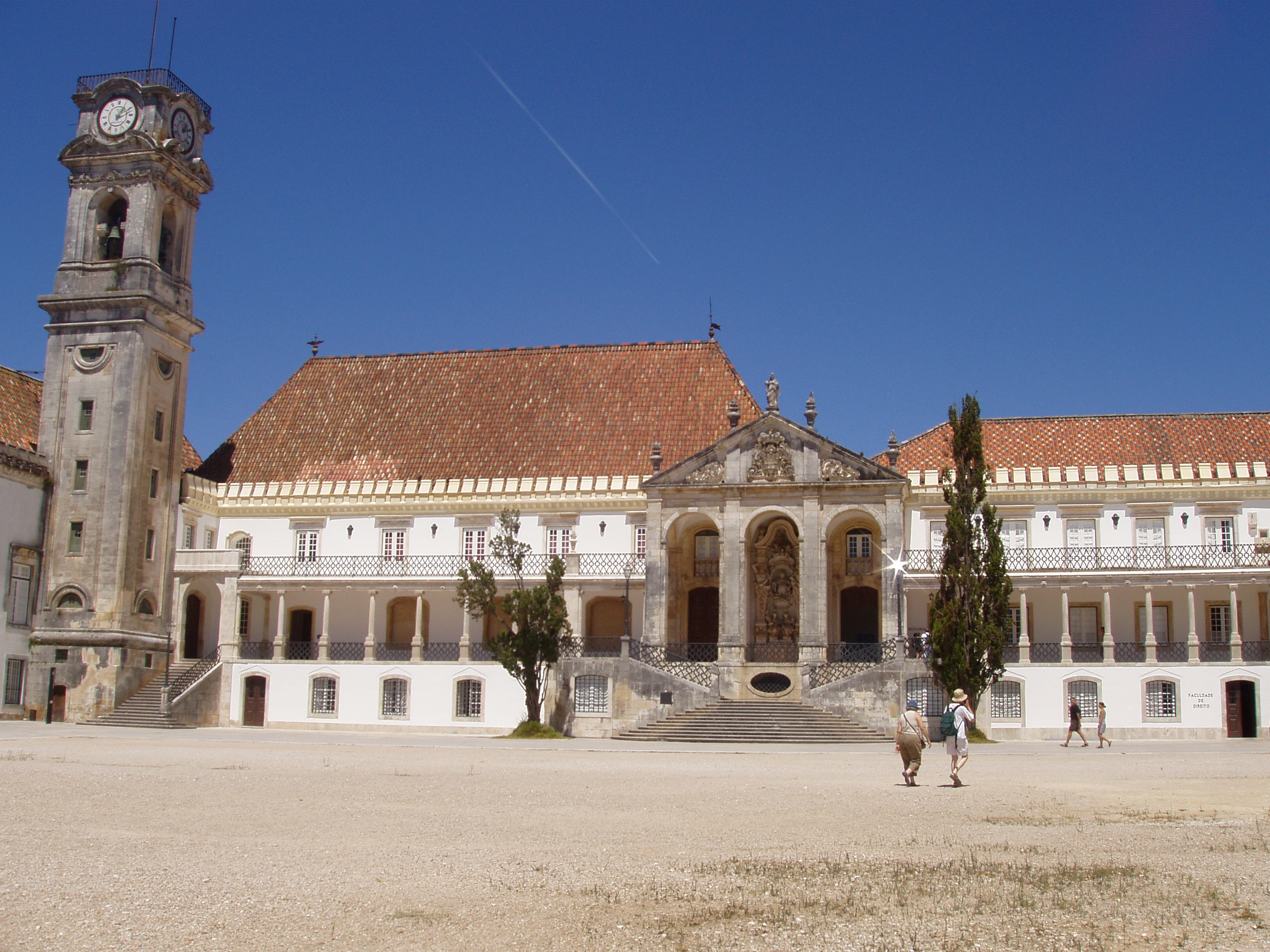
Az egyetem

Egyetem
Portugália első egyeteme az óvárosban, egy domb tetején áll. 1290-ben alapították, de akkor még nem itt volt; a mostani épületegyüttes legrégebbit részeit a 16. században, Mánuel stílusban építették III.János palotájának. Az egyetem 1537-ben költözött át a palotába. A turisták megtekinthetik a dísztermet, a Szent Mihály-kápolnát, a Kecske-tornyot, a 18. századi könyvtárat. Érdekesek  termek mennyezeteit díszítő festmények. Az épület előtt III. János szobra áll. Az egyetem ma használt, az óvárost elcsúfító épületeit az 1950-es években emelték.
Santa Cruz monostor
A  12. században épült, erődszerű régi katedrálist tartják Portugália legszebb román stílusú épületének – későbbi bővítései gótikus, illetve reneszánsz stílusúak. Az új, belül fafaragásokkal díszített barokk katedrálist jezsuiták építették a 17. században, nem messze az egyetemtől.
Szent Klára-kolostor
A Mondego bal partján álló kolostort 1330-ban Dénes király felesége, Izabella alapította. 1355-ben itt gyilkoltatta meg IV. Alfonz fiának feleségét, Inês de Castrót. A kolostor gótikus épületét a 2000-es években restaurálták. Templomában van a kolostort alapító Portugáliai Szent Erzsébet, a város védőszentjének sírja. A szent szobrát minden páros évben körülhordozzák a városban.
Könnyek Parkja
Péter és Inês, a két szerelmes állítólag rendszeresen a kolostor mellett királyi birtok kertjében találkozott titokban. Emlékükre ez a Könnyek Parkja nevet kapta. A parkban egy barokk palotából átalakított luxushotel áll; közelében található a Szerelem Kútja, ahol a legenda szerint Inês halálát lelte, és amelyből ma is vörös színű víz ered – a romantikusok szerint a véres esemény miatt, a botanikusok szerint viszont pedig egy algafajta él a vízben.
Kicsinyek Portugáliája (Portugal dos Pequenitos)
A városon kívül kialakított parkban Portugália legfontosabb műemlékeinek kicsinyített másai láthatók.
Machado de Castro Nemzeti Múzeum
A 16. században épült püspöki palotának. Látványos a reneszánsz oszlopsorral határolt belső udvar és a föld alatti római labirintus; értékes a szoborgyűjtemény.
Szent Kereszt templom és kolostor
Az alsóvárosban álló épületegyüttest a 12. században alapította Hódító Alfonz portugál király; helyén korábban a királyi fürdők voltak. A bővítések, illetve átépítések eredményeként a kórus Mánuel stílusú, a sekrestye pedig reneszánsz jellegű. A templomban a gazdagon díszített oltár, a királyok síremlékei és a csempeképek nevezetesek, a kolostorban pedig a Csend-kerengő. Ebben a templomban van Portugália első két királyának sírja.
Conimbriga
A város nevét adó római város romjait (Ruinas de Conimbriga) a mai Coimbrától 17 km-rel délre tárták fel; ez Portugália legnagyobb római kori ásatási területe. A villák, fürdők, mozaikok, oszlopos kertek romjai mellett a település történetét bemutató múzeumot alakítottak ki.

## Híres emberek
- Itt halt meg 1185-ben I. Alfonz, Portugália első királya.
- Itt született 1154-ben és halt meg 1212-ben I. Sancho, Portugália második királya, aki székvárosává Coimbrát tette.
- Itt született 1731-ben Joaquim Machado de Castro szobrász.
- Itt hunyt el 1991-ben Donald Houston walesi színész.
- Itt született Pedro Passos Coelho, Portugália jelenlegi miniszterelnöke.

## Képzés
- Coimbrai Egyetem
- Coimbrai Politechnikai főiskola

## Testvérvárosok
- Salamanca, Spanyolország
- Zaragoza, Spanyolország
- São Paulo Brazília
- Halle an der Saale, Németország

## Galéria

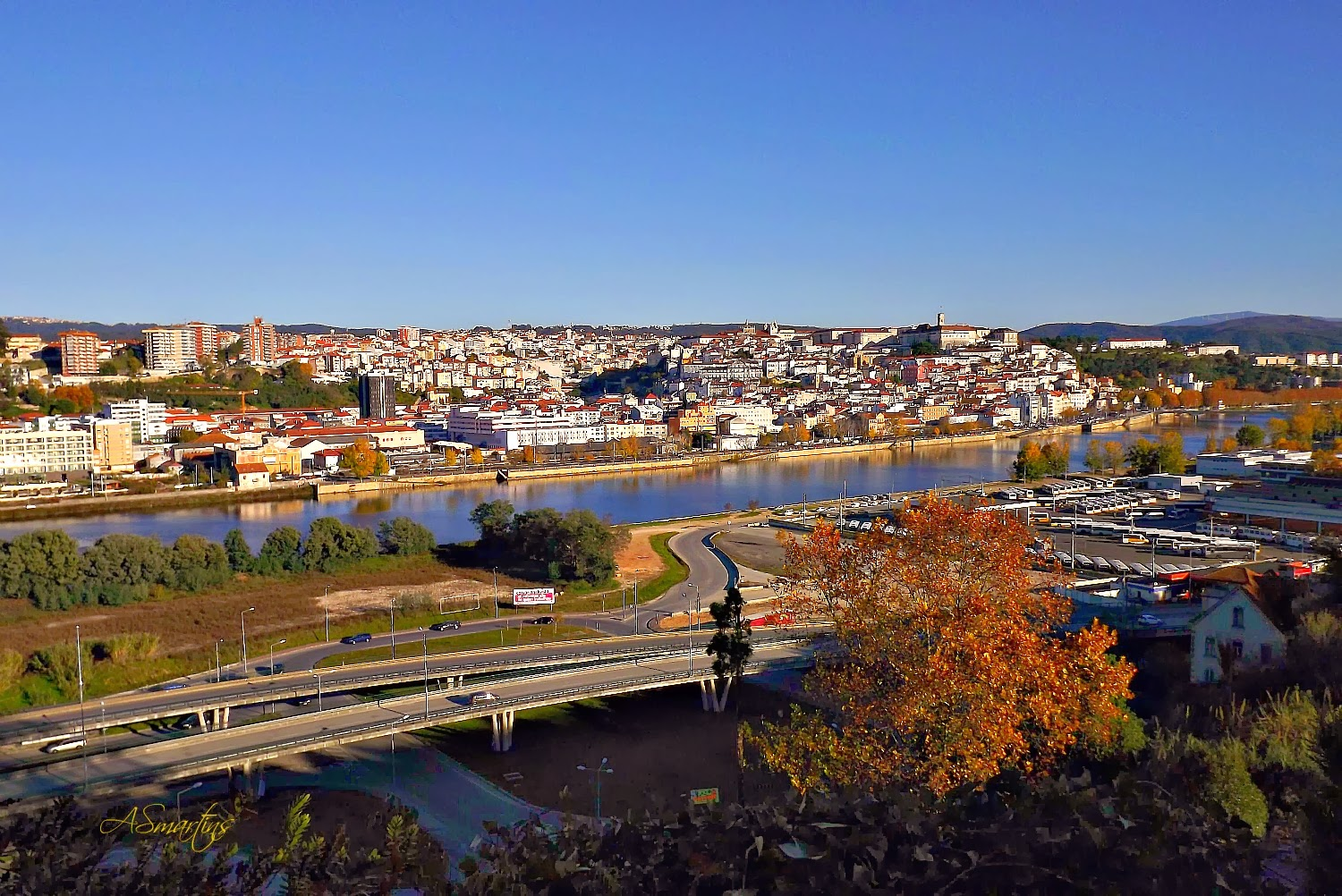
Városkép
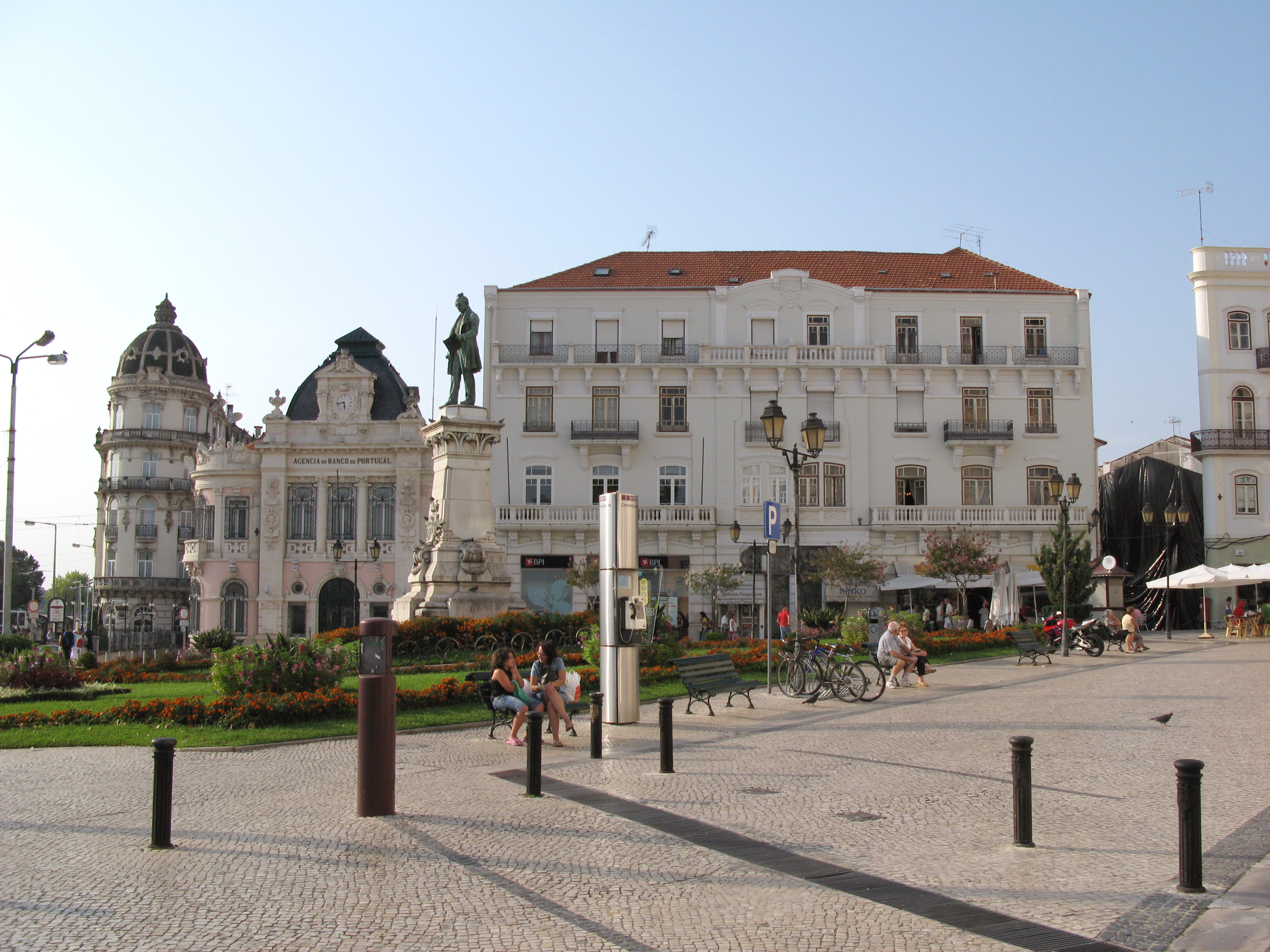
Largo da Portagem
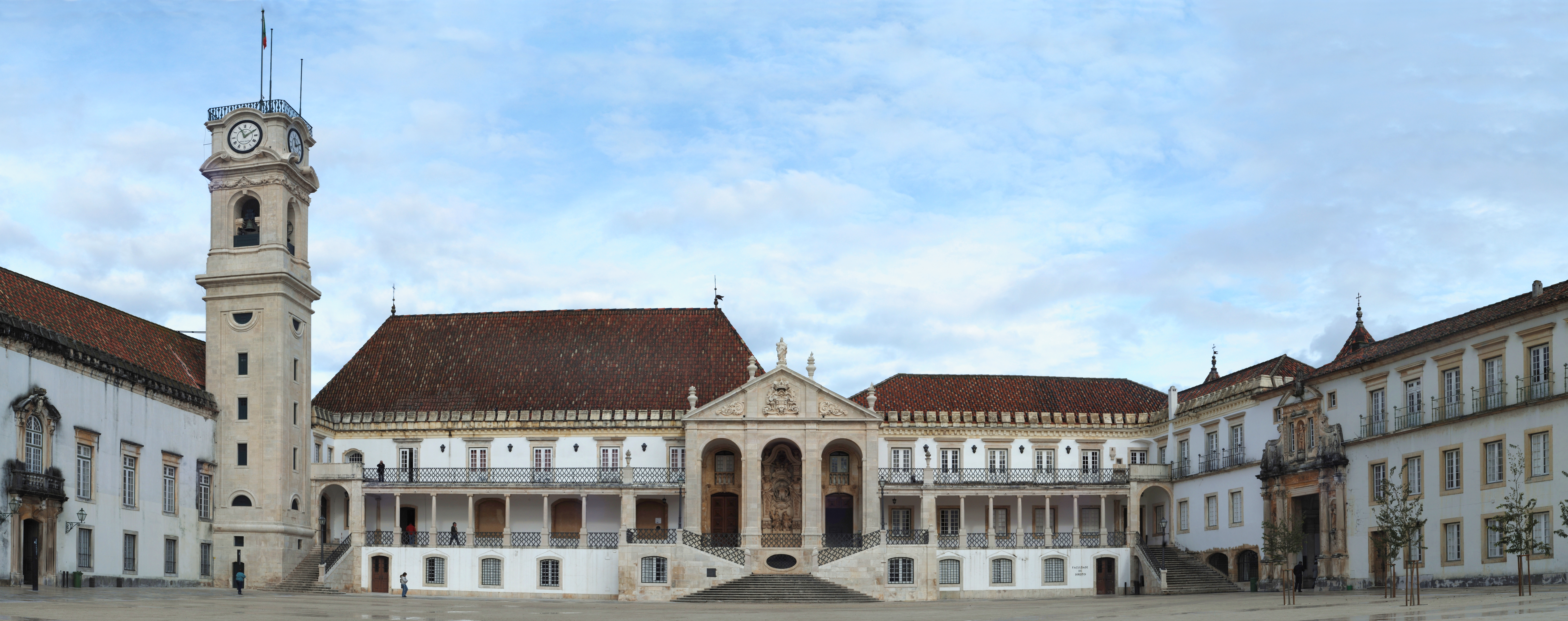
Coimbrai Egyetem
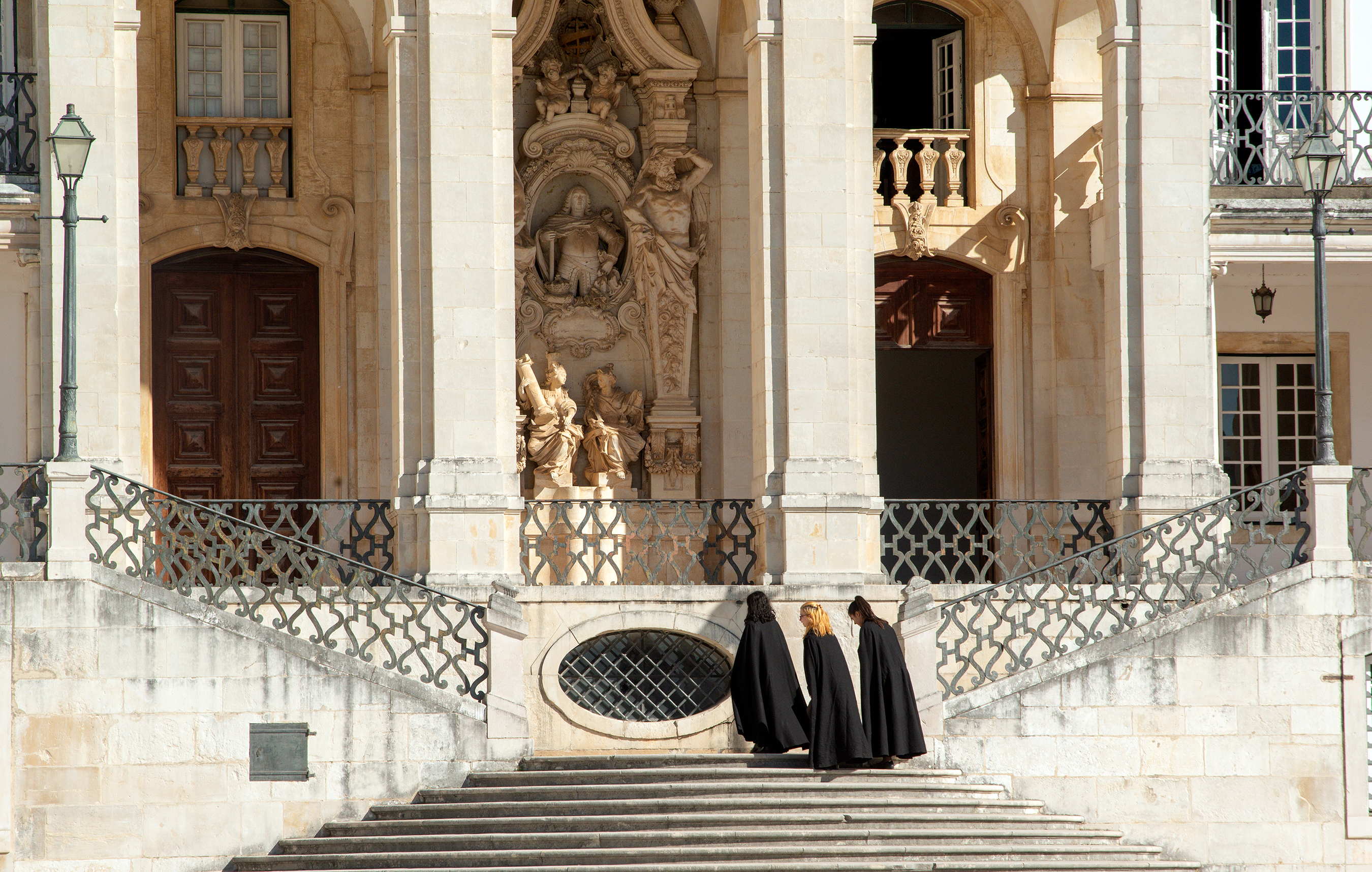
A Coimbrai Egyetem tanulókkal
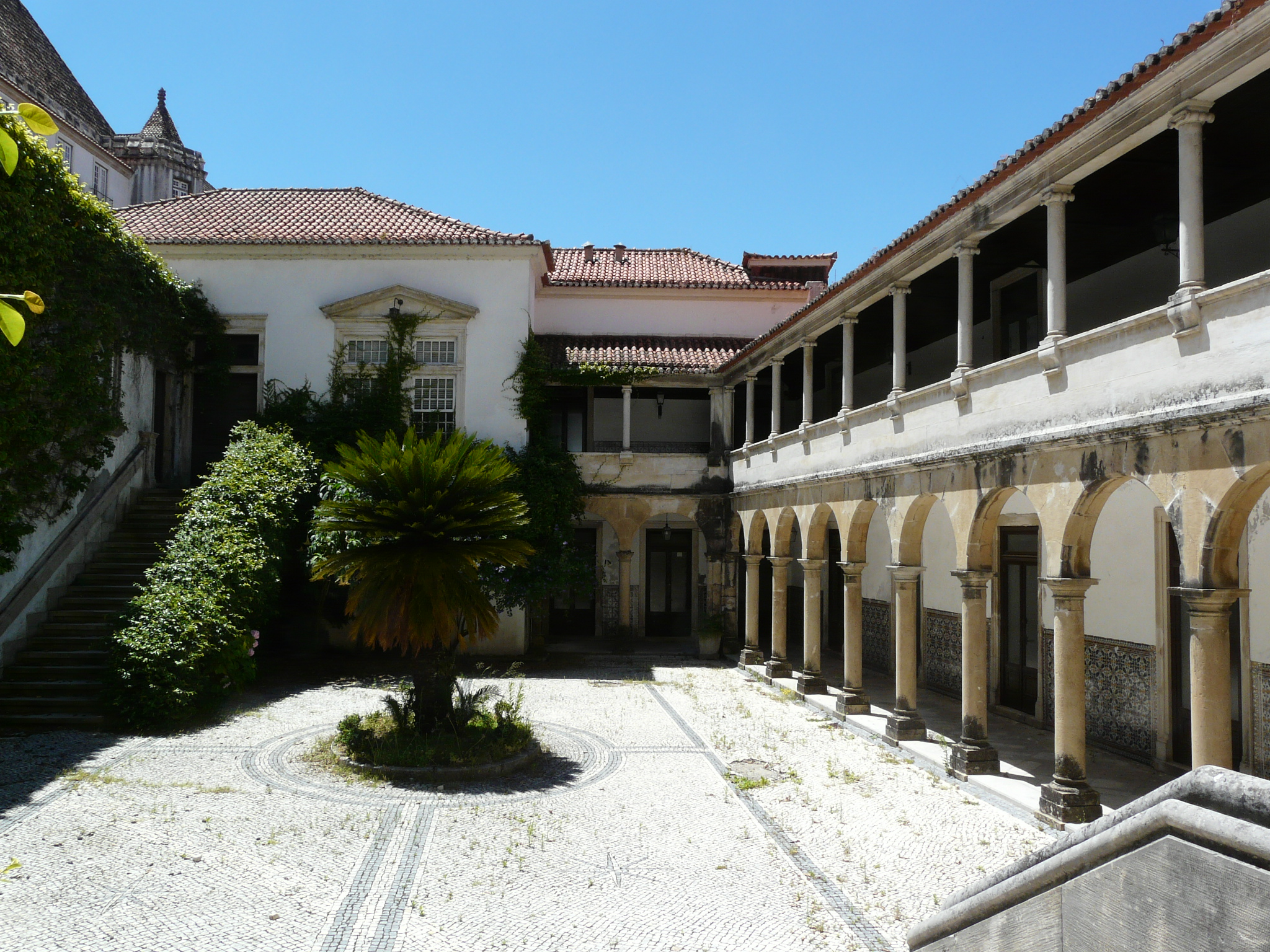
Az Egyetem gyógyszerészeti fakultásának udvara
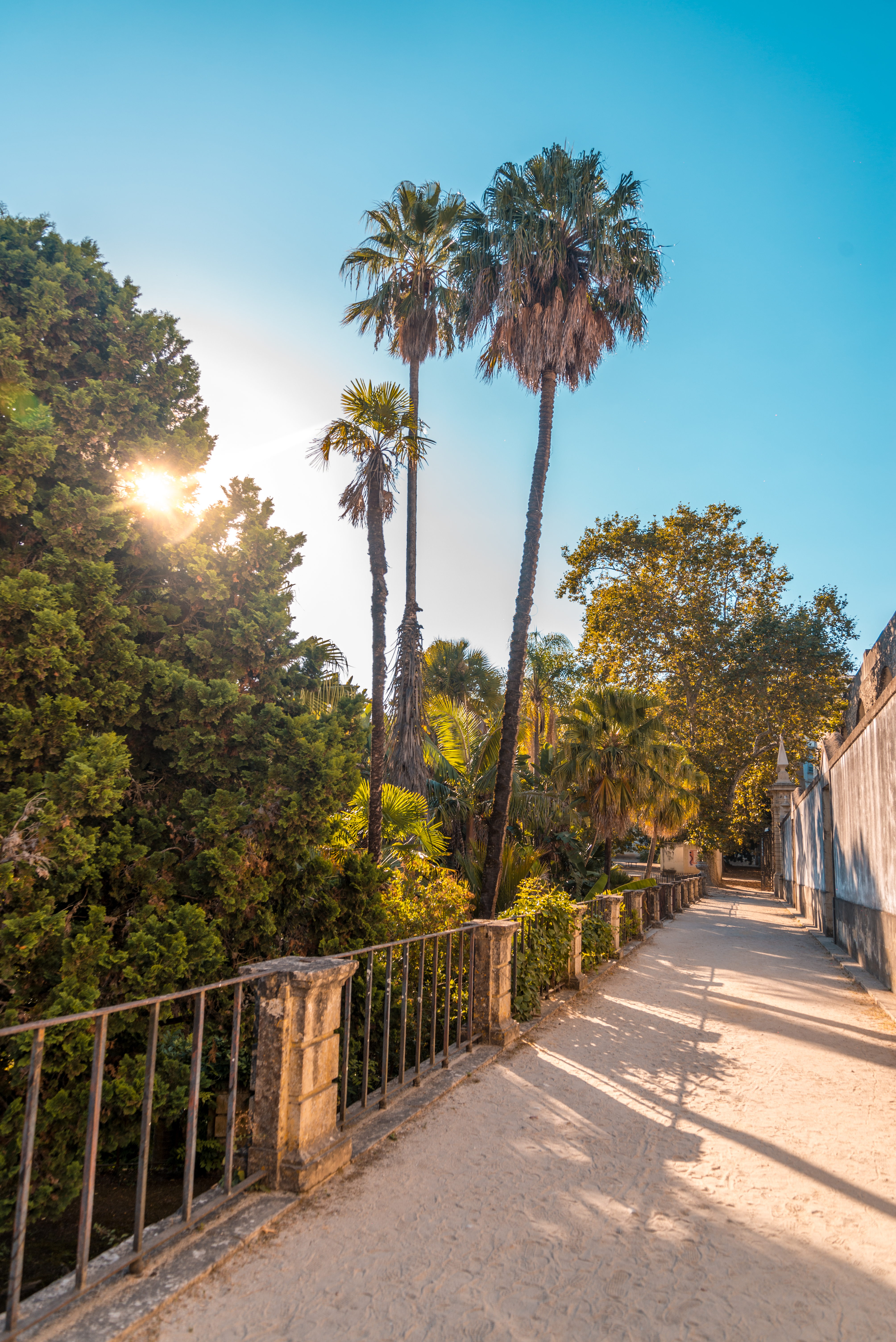
Az Egyetem botanikus kertje
Városkép az Egyetem legmagasabb épületéből
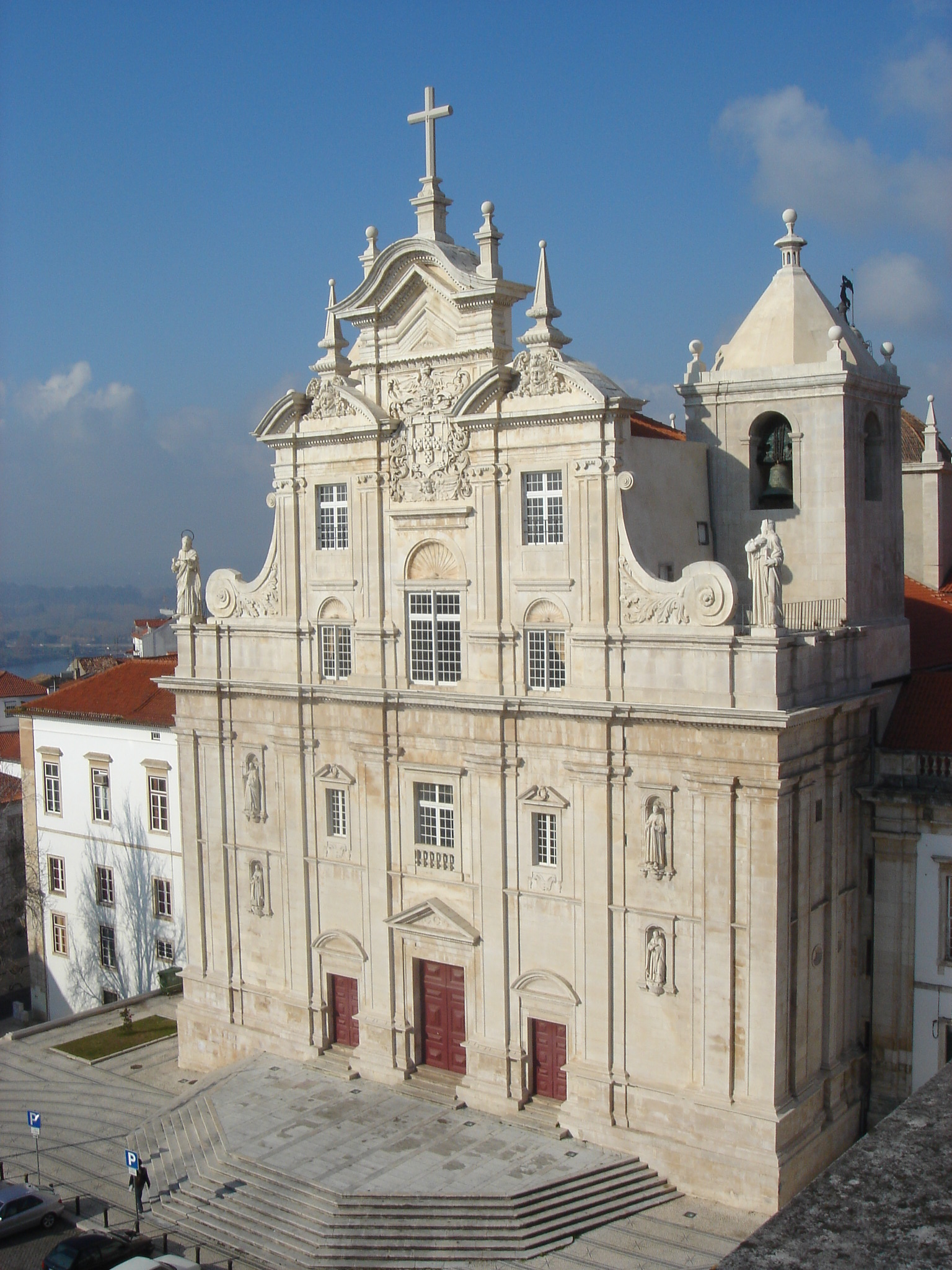
Sé Nova katedrális
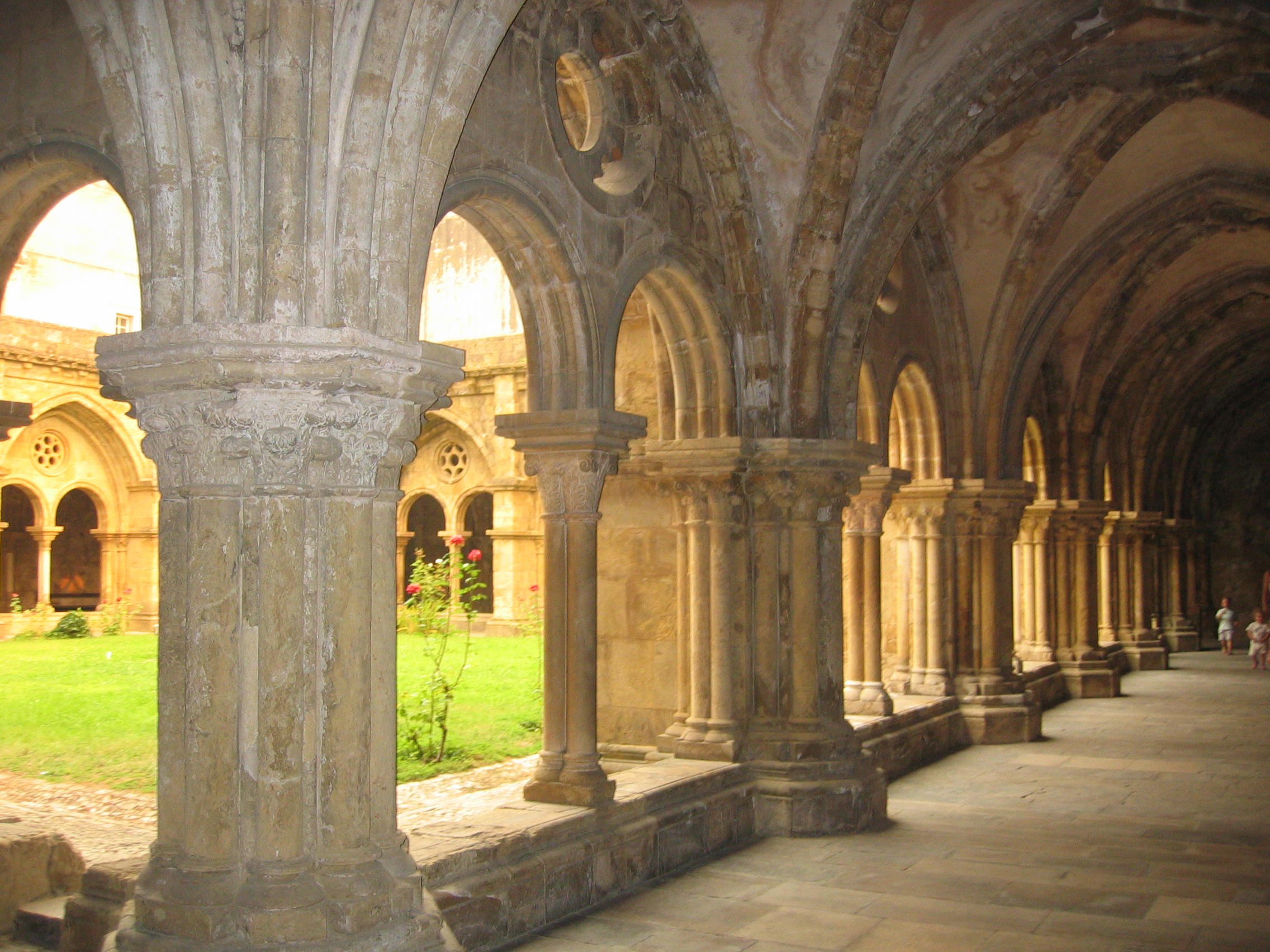
Sé Velha kolostor
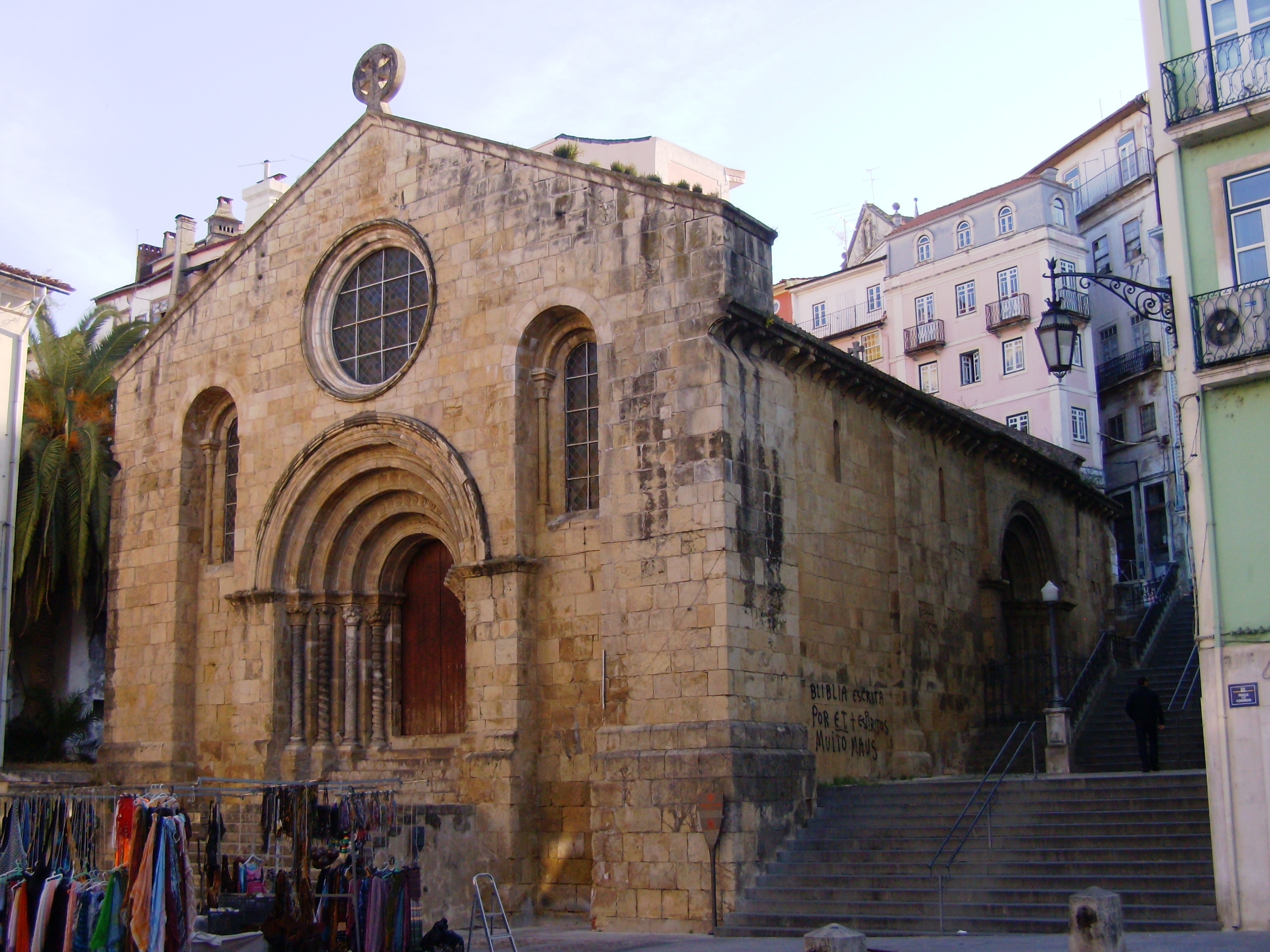
São Tiago templom
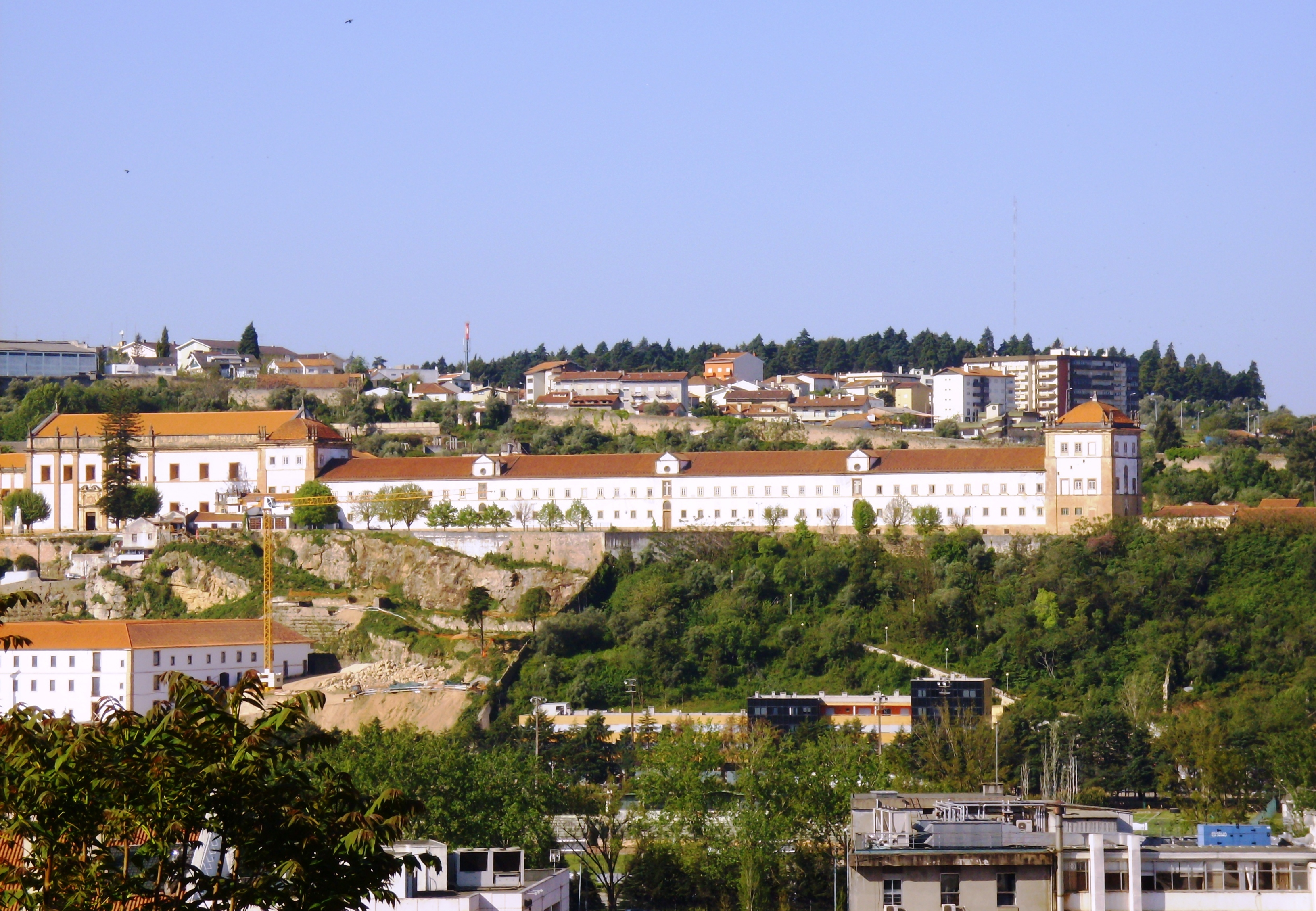
Santa Clara-a-Nova kolostor
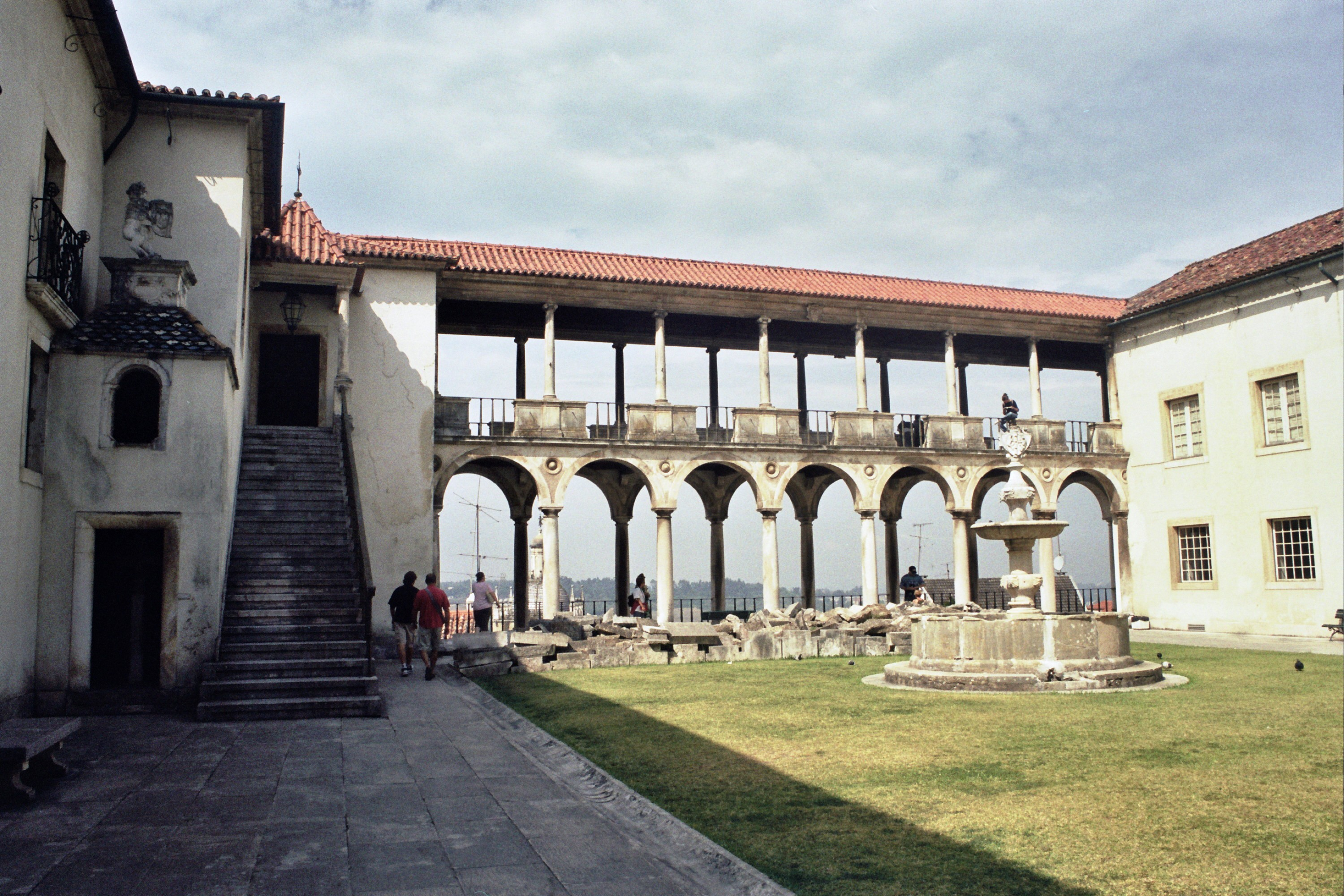
Nemzeti Múzeum
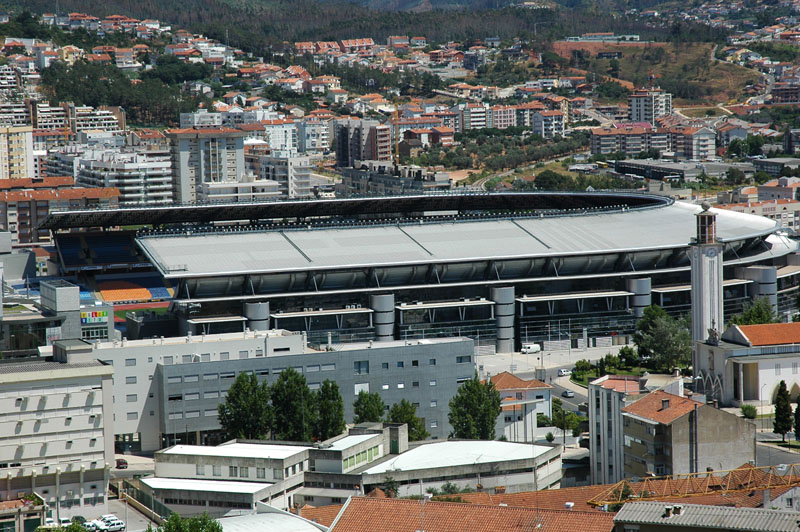
Városi stadion